# قارچ کاج
قارچ کاج (نام علمی: Tricholoma magnivelare) نام یک گونه از سرده قارچ کرکی‌لبه است.